# Mercy, Allier
Mercy là một xã ở tỉnh Allier thuộc miền trung nước Pháp.